# All England Super Series 2009

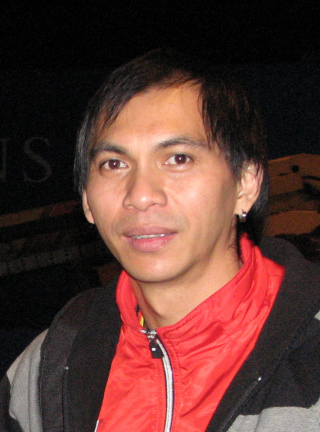
Flandy Limpele bei den All England 2009.

Die All England Super Series 2009 waren die 99. Ausgabe der All England Open Badminton Championships und das dritte Turnier der BWF Super Series 2009. Das Turnier fand vom 3. März bis am 8. März 2009 in Birmingham in der National Indoor Arena statt. Das Preisgeld betrug 200.000 US-Dollar.

## Sieger und Platzierte
| Disziplin    | Gold                      | Silber                     | Bronze                            |
| ------------ | ------------------------- | -------------------------- | --------------------------------- |
| Herreneinzel | Lin Dan                   | Lee Chong Wei              | Taufik Hidayat                    |
| Herreneinzel | Lin Dan                   | Lee Chong Wei              | Chen Jin                          |
| Dameneinzel  | Wang Yihan                | Tine Rasmussen             | Jiang Yanjiao                     |
| Dameneinzel  | Wang Yihan                | Tine Rasmussen             | Nanna Brosolat Jensen             |
| Herrendoppel | Cai Yun Fu Haifeng        | Han Sang-hoon Hwang Ji-man | Lee Yong-dae Shin Baek-cheol      |
| Herrendoppel | Cai Yun Fu Haifeng        | Han Sang-hoon Hwang Ji-man | Mathias Boe Carsten Mogensen      |
| Damendoppel  | Zhang Yawen Zhao Tingting | Cheng Shu Zhao Yunlei      | Ha Jung-eun Kim Min-jung          |
| Damendoppel  | Zhang Yawen Zhao Tingting | Cheng Shu Zhao Yunlei      | Du Jing Yu Yang                   |
| Mixed        | He Hanbin Yu Yang         | Ko Sung-hyun Ha Jung-eun   | Flandy Limpele Anastasia Russkikh |
| Mixed        | He Hanbin Yu Yang         | Ko Sung-hyun Ha Jung-eun   | Zheng Bo Ma Jin                   |

## Qualifikation

### Herreneinzel
- Anand Pawar –  Carl Baxter: 18-21 / 21-17 / 23-21
- Scott Evans –  Rajiv Ouseph: 21-17 / 9-21 / 21-19
- Anup Sridhar –  Kuan Beng Hong: 21-12 / 12-21 / 21-19
- Chong Wei Feng –  Tommy Sugiarto: 21-19 / 18-21 / 21-19
- Brice Leverdez –  Henri Hurskainen: 21-13 / 21-19
- Kęstutis Navickas –  Hans-Kristian Vittinghus: 21-10 / 13-21 / 21-19
- Tanongsak Saensomboonsuk –  Hong Ji-hoon: 16-21 / 21-19 / 21-12
- Gong Weijie –  Petr Koukal: 13-21 / 21-17 / 23-21
- Anand Pawar –  Scott Evans: 21-6 / 20-22 / 21-12
- Anup Sridhar –  Chong Wei Feng: 21-11 / 21-18
- Brice Leverdez –  Kęstutis Navickas: 18-21 / 21-17 / 21-17
- Gong Weijie –  Tanongsak Saensomboonsuk: 19-21 / 21-16 / 21-14

### Dameneinzel
- Linda Zechiri –  Nicola Cerfontyne: 10-21 / 21-12 / 21-14
- Chen Hsiao-huan –  Porntip Buranaprasertsuk: 21-11 / 21-10
- Bae Yeon-ju –  Fu Mingtian: 21-15 / 21-16
- Jang Soo-young –  Cheng Shao-chieh: 21-19 / 21-8
- Diana Dimova –  Sarah Walker: 21-12 / 21-17
- Jill Pittard –  Anu Nieminen: 21-14 / 21-14
- Rachel Howard –  Ekaterina Ananina: 14-21 / 21-4 / 21-11
- Nanna Brosolat Jensen –  Lauren Todt: 21-14 / 21-13
- Linda Zechiri –  Chen Hsiao-huan: 21-18 / 10-21 / 21-16
- Jill Pittard –  Diana Dimova: 21-13 / 21-8
- Nanna Brosolat Jensen –  Rachel Howard: 21-12 / 21-9

### Herrendoppel
- Marcus Ellis /  Robin Middleton –  Chetan Anand /  Valiyaveetil Diju: 17-21 / 21-17 / 21-17
- He Hanbin /  Sun Junjie –  Alvent Yulianto /  Hendra Gunawan: 21-19 / 21-19
- Kenichi Hayakawa /  Kenta Kazuno –  Watson Briggs /  Matthew Honey: 21-15 / 21-18
- Razif Abdul Latif /  Chan Peng Soon –  Songphon Anugritayawon /  Sudket Prapakamol: 21-17 / 13-21 / 21-18
- Guo Zhendong /  Xu Chen –  Jacob Chemnitz /  Mikkel Elbjørn: 21-14 / 21-8
- Robert Adcock /  Dean George –  Jürgen Koch /  Peter Zauner: 21-15 / 21-18
- Andrew Bowman /  Martyn Lewis –  Niklas Hoff /  Peter Mørk: 21-13 / 21-8
- Rasmus Bonde /  Mikkel Delbo Larsen –  Adam Cwalina /  Wojciech Szkudlarczyk: 21-9 / 21-9
- He Hanbin /  Sun Junjie –  Marcus Ellis /  Robin Middleton: 21-19 / 21-5
- Kenichi Hayakawa /  Kenta Kazuno –  Razif Abdul Latif /  Chan Peng Soon: 19-21 / 23-21 / 21-17
- Guo Zhendong /  Xu Chen –  Robert Adcock /  Dean George: 21-9 / 21-12
- Rasmus Bonde /  Mikkel Delbo Larsen –  Andrew Bowman /  Martyn Lewis: 17-21 / 21-13 / 21-15

### Mixed
- Fairuzizuan Tazari /  Wong Pei Tty –  Kenichi Hayakawa /  Mizuki Fujii: 21-18 / 19-21 / 21-17
- Ko Sung-hyun /  Ha Jung-eun –  Michael Fuchs /  Annekatrin Lillie: 21-16 / 21-16
- Jorrit de Ruiter /  Ilse Vaessen –  Robert Adcock /  Heather Olver: 21-18 / 19-21 / 24-22
- Razif Abdul Latif /  Woon Khe Wei –  Andrew Bowman /  Emelie Fabbeke: 21-15 / 21-15
- Robin Middleton /  Mariana Agathangelou –  Chan Peng Soon /  Goh Liu Ying: 21-11 / 21-16
- Johannes Schöttler /  Birgit Overzier –  Chris Langridge /  Jillie Cooper: 21-17 / 21-19
- Ruud Bosch /  Paulien van Dooremalen –  Martyn Lewis /  Emma Wengberg: 21-17 / 22-20
- Andrew Ellis /  Sarah Bok –  Marcus Ellis /  Samantha Ward: 18-21 / 21-18 / 23-21
- Ko Sung-hyun /  Ha Jung-eun –  Fairuzizuan Tazari /  Wong Pei Tty: 21-17 / 21-14
- Razif Abdul Latif /  Woon Khe Wei –  Jorrit de Ruiter /  Ilse Vaessen: 21-13 / 21-18
- Johannes Schöttler /  Birgit Overzier –  Robin Middleton /  Mariana Agathangelou: 8-21 / 22-20 / 24-22
- Andrew Ellis /  Sarah Bok –  Ruud Bosch /  Paulien van Dooremalen: 22-20 / 21-18